# Jack Uppskäraren

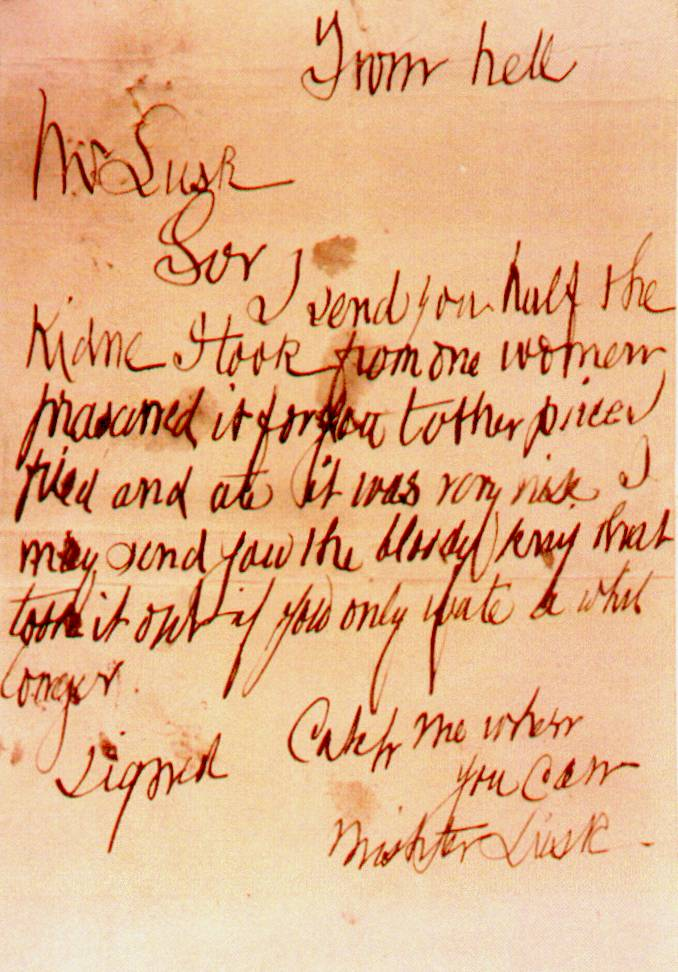
"From Hell" – brev som tillskrivs Jack Uppskäraren.

Jack Uppskäraren (engelska: Jack the Ripper) var en seriemördare som mellan augusti och november 1888 mördade ett antal prostituerade kvinnor varav fyra var hemlösa i East End i London. Polisen löste aldrig officiellt fallen. Antalet offer som Jack Uppskäraren mördade är okänt men de flesta forskare är överens om att offren var fem, de så kallade fem kanoniska offren.
Jack Uppskärarens identitet är en klassisk mordgåta, och det enda man med säkerhet vet om honom är att det var en mansperson, som (enligt vittnen) var klädd i bland annat skärmmössa och sjömansrock. Flera källor menar att han har haft kunskaper i anatomi, även om det antagligen skulle ha räckt med de handlag som exempelvis en slaktare eller en styckare på slakteri besitter. Nutida spekulationer om vem han kan tänkas vara utgör just spekulationer. Det finns ett antal föreslagna lösningar till gåtan. Somliga menar att det var en judisk slaktare. En annan teori hävdar att det var en engelsk advokat som begick självmord samtidigt som mordvågen upphörde. En mycket uppmärksammad teori kopplade morden till kungahuset. 
Polisen hade mängder av misstänkta och hundratals personer som togs in till förhör, men lyckades inte binda någon av dem till brotten. Den allmänna uppfattningen (som styrks vid genomläsningen av interna polisrapporter) är att Scotland Yard – trots en mängd vitt skilda förslag levererade långt senare av en del högre polisbefäl som Sir Robert Anderson, Donald Sutherland Swanson, Frederick George Abberline, Sir Melville Macnaghten med flera – inte kände till mördarens identitet, vilket också erkändes öppet av en del andra befäl.

## Morden

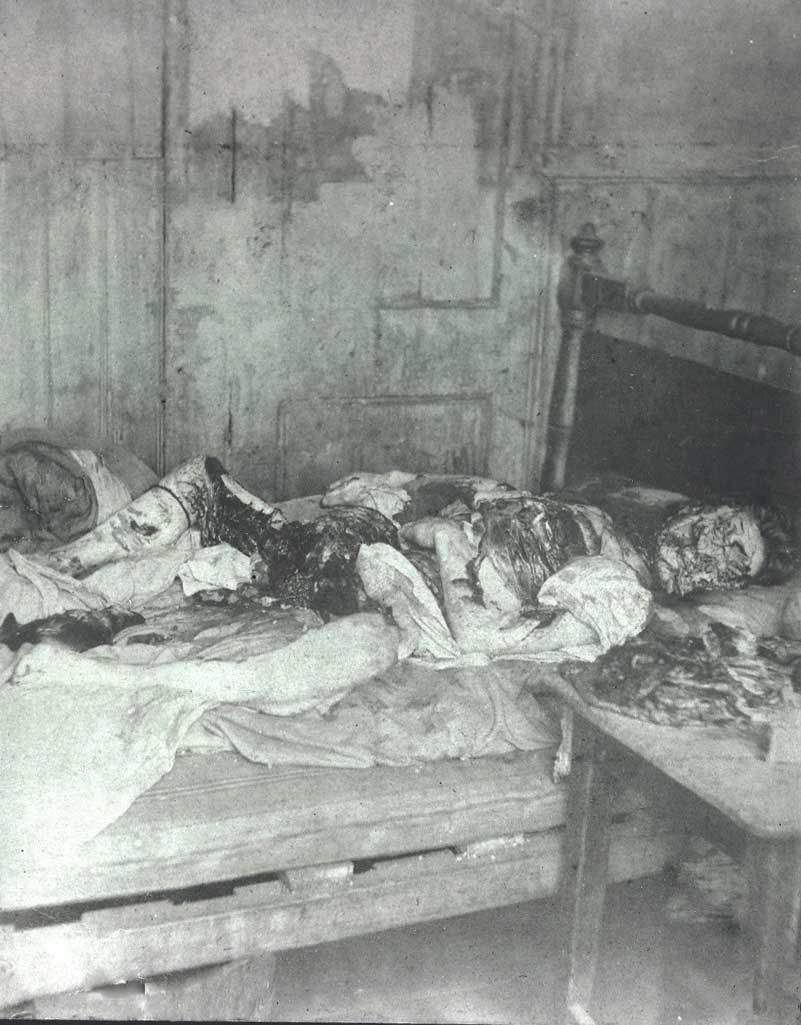
Den mördade Mary Jane Kelly.

### Tillvägagångssätt
Morden utfördes i och runt de fattigare delarna av East End, framförallt i stadsdelen Whitechapel, på mörka platser där det fanns folk alldeles i närheten. Tillvägagångssättet var troligtvis att först strypa offret, sedan skära av strupen mycket djupt och skända kropparna genom att öppna buken och skära ut inre organ. I några fall hade organ och offrets tillhörigheter placerats på ett vis som föranledde teorier om ritualer eller budskap. I andra fall hade kroppsdelar bortförts från mordplatsen – i två av fallen var livmodern borttagen tillsammans med en del andra organ. Sättet att skända kropparna på har gett upphov till teorin att "Uppskäraren" hade kunskaper i anatomi och därmed i förlängningen var läkare eller slaktare till yrket. Teorierna om att offren först hade strypts eller kvävts uppkom eftersom offren förefaller ha överrumplats och ganska lite blod fanns på mordplatsen, även om en hel del blod hade sugits upp av offrens klädsel.

### Offer
1. Mary Ann Nichols, född 26 augusti 1845, död 31 augusti 1888, Buck's Row, Whitechapel.
2. Annie Chapman, född i september 1841, död 8 september 1888, Hanbury Street, Spitalfields.
3. Elizabeth Stride, född 27 november 1843 i Torslanda socken, Sverige, död 30 september 1888, Dutfield's Yard på Berner Street, St. Georges-in-the-East.
4. Catherine Eddowes, född 14 april 1842, död 30 september 1888, Mitre Square, Aldgate, London City.
5. Mary Jane Kelly (alias "Black Mary", Marie Jeanette Kelly, "Ginger"), född cirka 1863, död 9 november 1888, Miller's Court på Dorset Street, Spitalfields.

Ovanstående lista på offer representerar de kvinnor som på engelska populärt refereras till som "de kanoniska fem" ("The Canonical Five"), och har länge accepterats som regel. Sedan början av 2000-talet, tack vare ett reviderat studium av mordens omständigheter och tillvägagångssätt samt färsk kartläggning av offrens bekantskapskrets, har dock denna uppfattning alltmer kommit att sättas under kritisk granskning av moderna forskare och författare i ämnet. Bland annat har Elizabeth Strides och Mary Jane Kellys "kanoniserade" roll börjat ifrågasättas, medan en del forskare vill lägga till exempelvis Martha Tabram. Generellt tvistar forskarna idag om allt mellan talen tre och tio vad gäller antalet mordoffer och som så mycket annat i samband med mycket gamla brottsfall måste denna fråga (liksom den om mördarens identitet) stanna vid spekulationer.
Det bör understrykas att Metropolitanpolisens och Scotland Yards egen mapp angående morden – arkiverad under namnet "Whitechapel Murders" och finns (under beteckningen MEPO) tillgänglig på National Archives, Kew – inleds redan med mordet på Emma Smith (som enligt henne själv på dödsbädden föll offer för ett gatugäng) den 3 april 1888 och avslutas först med mordet på Frances Coles den 13 februari 1891.
Den sammanlagda listan på offer som utreddes av polisen och arkiverades i mappen "Whitechapel Murders" är:
- Emma Smith, född 1843, överfallen (enligt henne själv av 3–4 män) och våldtagen 3 april 1888, död 7 april 1888 (på London Hospital, dödsorsaken var medvetslöshet till följd av blodförlust efter våld mot mellangården). På grund av omständigheterna är det få som anser att Smith mördades av Jack Uppskäraren.[2]
- Martha Tabram, född 10 maj 1849, död 7 augusti 1888 (påträffad mördad med 39 knivhugg på andra våningens trappavsats i hyreshuset George Yard Buildings, George Yard, Whitechapel – inget snitt i halsen och inga organ saknades)
- Rose Mylett (alias Catherine Mylett, Catherine Millett, Elizabeth "Drunken Lizzie" Davis, "Fair" Alice Downey, "Fair Clara"), född cirka 1862, funnen död 20 december 1888 på Clarke's Yard, High Street, Poplar. Misstankar fanns om att hon hade strypts med en snara runt halsen, medan vissa utredare inom polisen ansåg att hon i berusat tillstånd kan ha råkat kvävas av kragen på sin klänning.
- Alice McKenzie ("Clay Pipe Alice"), född 1849, död 17 juli 1889 (påträffad i Castle Alley med avskuren hals och med ytliga, mindre snitt i magtrakten – inga organ saknades)

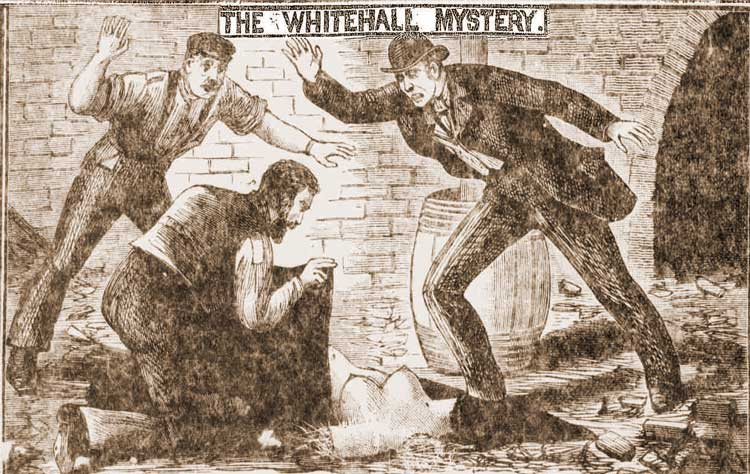
Illustration av mordfallet kallat "Whitehall-mysteriet".

- "The Pinchin Street Torso". Kvinnlig torso utan huvud och ben funnen i en tunnel under järnvägsviadukten på Pinchin Street, Whitechapel den 10 september 1889. Offrets identitet fastställdes aldrig.[3] Andra torsoer eller styckade kroppsdelar hade emellertid uppdagats redan under åren 1873, 1874 och 1887 – "Thames Torso Murders" eller "Vägbanksmorden" (Embankment Murders) – och den 11 september 1888, mitt under Uppskärarens skräckvälde, påträffades en kvinnoarm vid Themsen nära Pimlico, ungefär två veckor senare ännu en kvinnoarm vid Lambeth Road och den 2 oktober 1888 en huvudlös torso på byggplatsen i en grop under det som senare skulle bli New Scotland Yards källare i Whitehall ("Whitehall-mysteriet"). De olika fallen av styckade kroppsdelar och torsoer kan vara individuella brott men det har även spekulerats i att såväl de äldre Thames Torso-fallen som "Whitehall-mysteriet" och "Pinchin Street-torson" kan ha tillhört en serie mord och varit verk utförda av en ensam seriemördare, kallad "Torsomördaren" ("The Torso Killer").[4] Det har även debatterats om huruvida Jack Uppskäraren också varit skyldig till torsomorden eller inte.[5]
- Frances Coles (alias Frances Coleman, Frances Hawkins, "Carrotty Nell"), född 1865, funnen mördad i Swallow Gardens, Whitechapel med halsen avskuren den 13 februari 1891 (inga övriga lemlästningar och inga organ saknades).

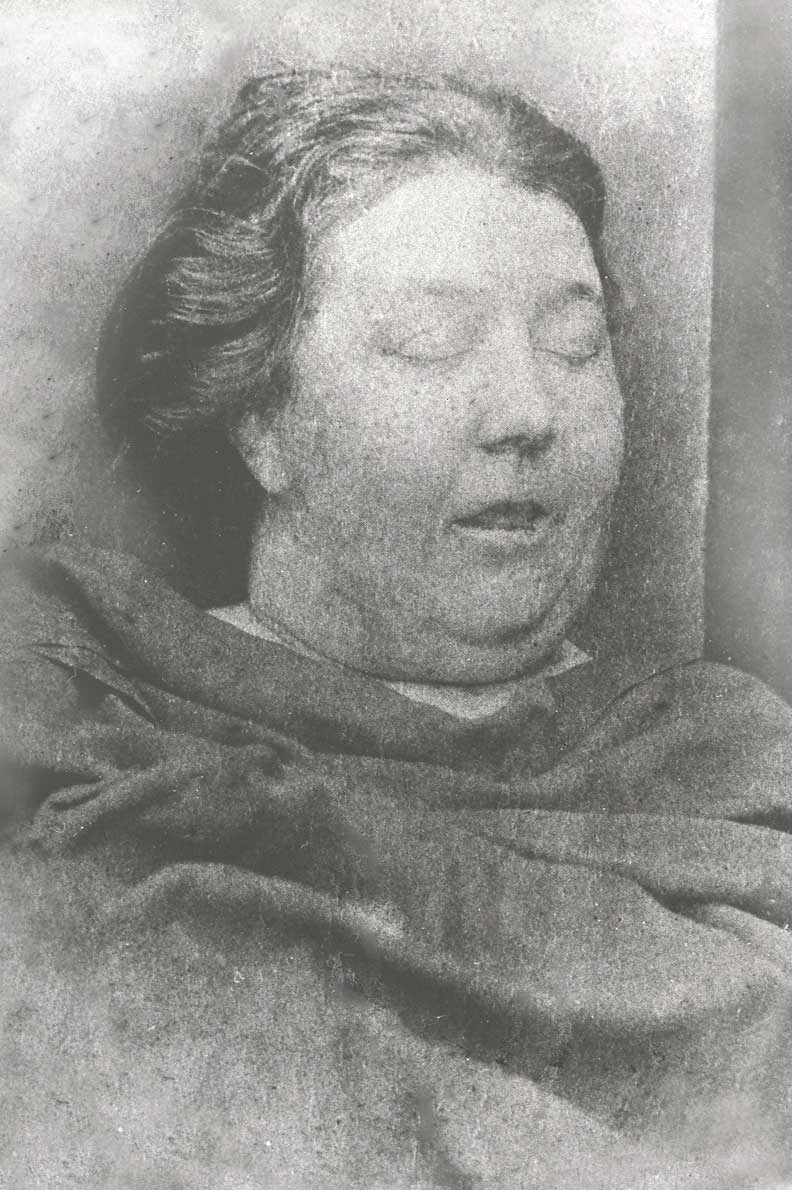
Martha Tabram
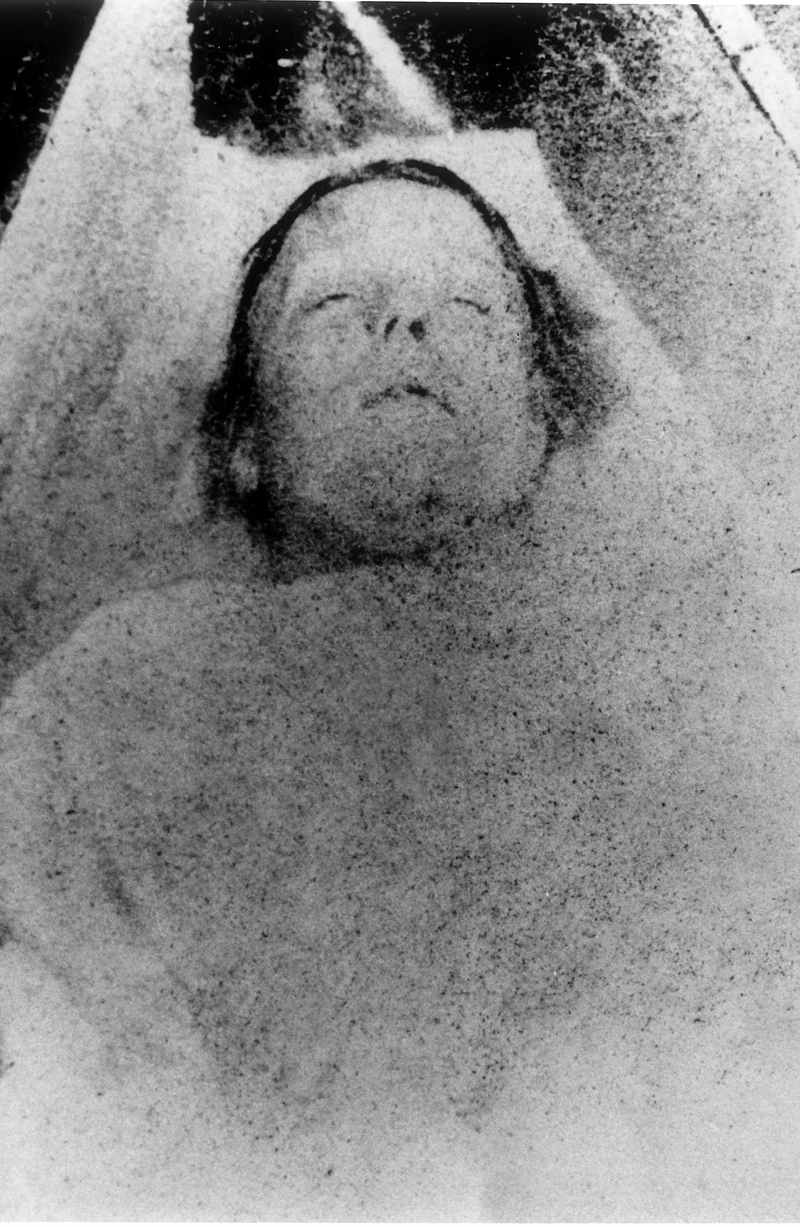
Mary Ann Nichols
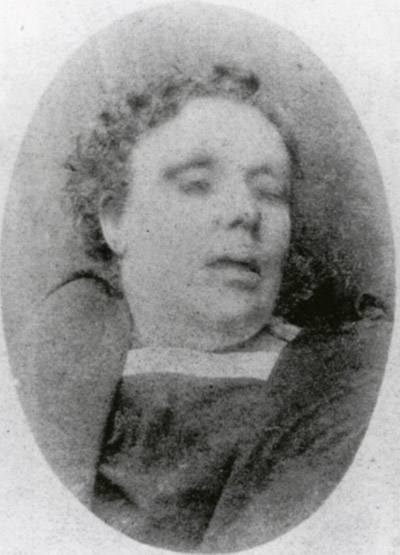
Annie Chapman
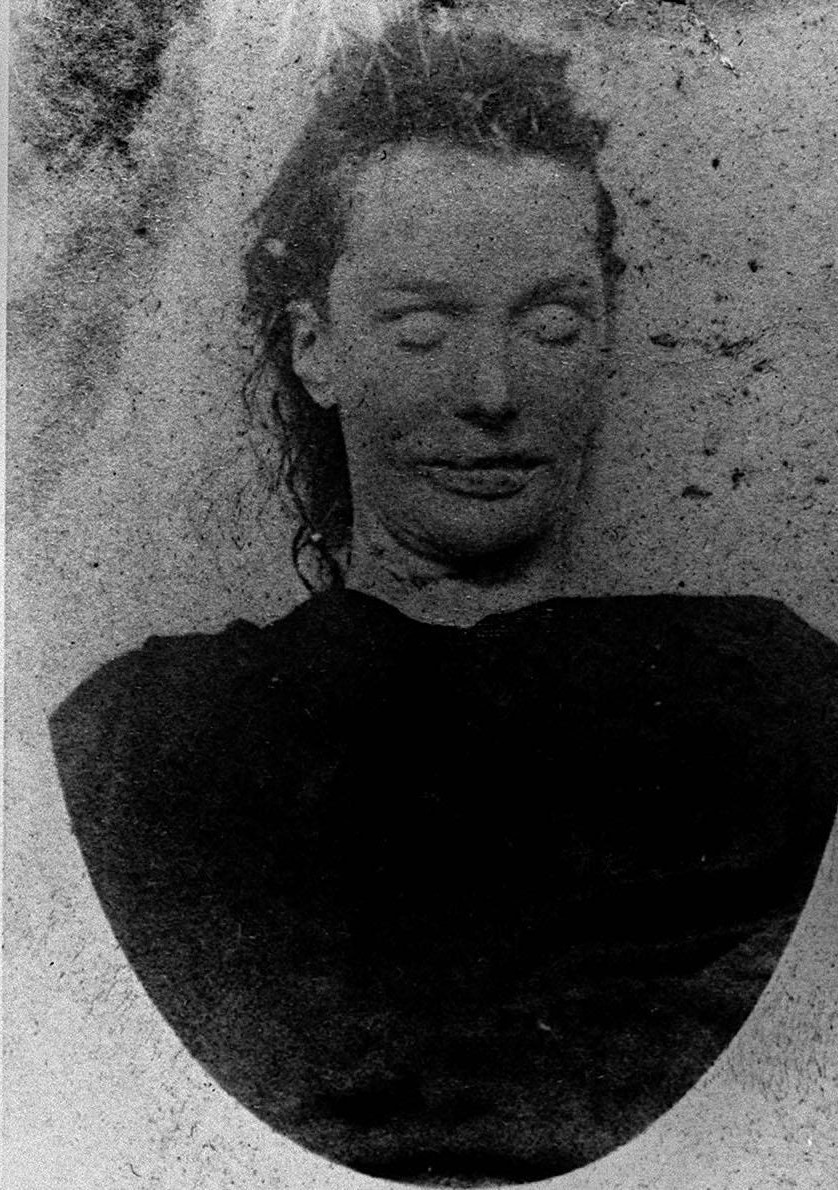
Elizabeth Stride
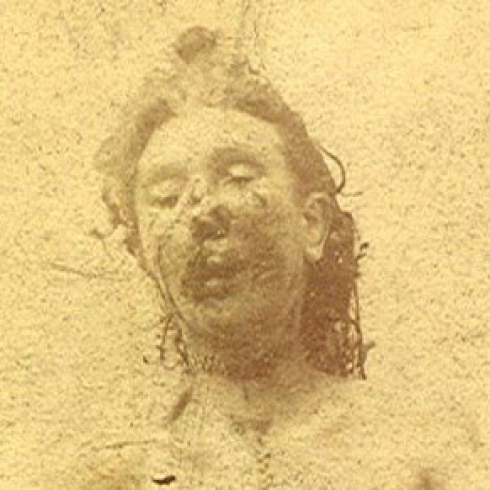
Kate Eddowes
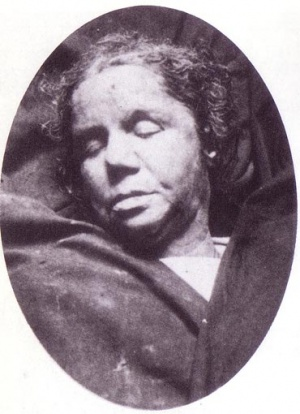
Alice McKenzie
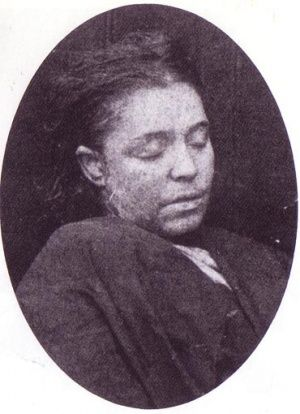
Frances Coles

Andra kvinnor som har studerats kritiskt av forskare är Annie Millwood (som attackerades den 25 februari 1888 av en okänd man med en fällkniv och plötsligt avled den 31 mars efter att först ha tillfrisknat) samt Ada Wilson som i sin bostad den 28 mars 1888 knivhöggs i strupen av en man som krävde henne på pengar – Wilson överlevde dock attacken (hennes signalement på mannen var solbränd hy och ljusa mustascher samt att han bar en bredbrättad hatt).
Medan polisen och rättsläkarna till viss del föreföll överens om att de fem "kanoniska" offren hade mördats av Uppskäraren, behandlade man morden på Emma Smith och Martha Tabram (trots deras arkivering i mappen) som isolerade incidenter (detsamma gäller Wilson och Millwood), medan det uppenbarligen inte rådde lika stor konsensus kring fallen McKenzie och Coles, där viss oenighet kunde märkas både bland polis och läkare. Dock var den viktorianska skvaller- och tabloidpressen snabba med att räkna in Smith och Tabram i Whitechapel-serien (i tidningar som The Illustrated Police News, The Star och The Penny Illustrated Paper kallas Smith för "det första offret", Tabram det andra, Nichols det tredje och så vidare).

### Dubbelhändelsen
Som framgår av ovanstående lista skall Uppskäraren ha utfört två mord samma natt, nämligen på svenskan Elizabeth Stride och på Eddowes. Denna teori har ifrågasatts, medan andra finner tanken på att det i samma område, vid samma tillfälle, samma natt och med samma offermålgrupp skulle ha varit två mördare i verksamhet som svår att acceptera och för att i det vykort som skickades till polisen dagen därpå stod "... double event this time ..." (dubbel händelse denna gång).

## Föreslagna gärningsmän

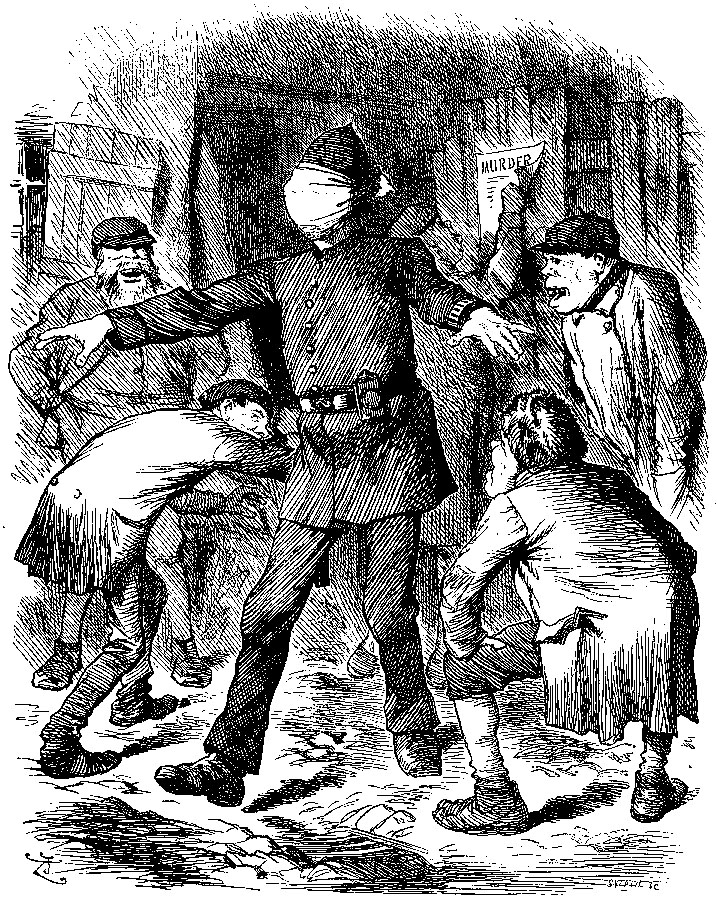
Polisen hånas för sitt arbete gällande Jack Uppskäraren-morden i veckotidskriften Punch (22 september 1888) genom en teckning av John Tenniel där polisen leker blindbock med presumtiva gärningsmän.

The Lodger (svenska: "hyresgästen"), en oidentifierad sinnessjuk person boende i ett av de otaliga härbärgena i East End. Teorin lanserades av den brittiske psykiatrikern L. Forbes Winslow. Teorin föll då det visade sig att Winslow använde sig av ledtrådar som han hade fått ett år efter det morden upphörde och i övrigt hittat på historien. Efterforskning utförd av Stewart P. Evans och Paul Gainey i deras bok The Lodger; The Arrest & Escape of Jack the Ripper visar emellertid att historien om en mystisk inneboende kan ha haft viss verklighetsförankring, då ett antal dagstidningar från oktober 1888 rapporterade om en tysk hyresvärdinna som fattade misstankar mot en av sina manliga hyresgäster och att polisen bevakade ett sådant hus på Batty Street. Historien kom sedan att ligga till grund för Marie Belloc Lowndes berättelse "The Lodger" (publicerad som roman 1911), vilken sedan filmatiserats åtskilliga gånger, bland annat av Alfred Hitchcock i The Lodger (1927).
Montague John Druitt (1857–1888), lärare och rättegångsombud som blev sinnessjuk och begick självmord i december 1888. Druitt är inte sannolik som Jack Uppskäraren eftersom han inte på något sätt kunde knytas till något av morden annat än genom rena indicier. Det är till exempel inte bevisat att han vid tidpunkten för något av morden befann sig i London. Det har dock inte hindrat en del från att, då som nu, hålla honom som personlig favorit, inklusive tillförordnade polismästaren Sir Melville Macnaghten (som dock tillträdde efter Uppskärarmorden och som nämnde honom som en av flera misstänkta i sin numera välkända "Macnaghten-rapport" från 1894).
Michael Ostrog (1833 – efter 1904) Bedragare och professionell tjuv med minst tjugo olika alias, expert på att lura till sig pengar av godtrogna människor under förevändning att han var en rysk adelsman i exil. Ibland utgav han sig för att vara före detta kirurg i den ryska armén. Han omnämns, tillsammans med Druitt och Kosminski, av Sir Melville Macnaghten i dennes "Macnaghten-rapport" från 1894 som en av tre misstänkta figurer i samband med Uppskärarmorden, där han beskrivs som farlig och "mordisk". Det är dock osäkert varifrån Macnaghten (vars rapport hade många felaktigheter) fick detta intryck av Ostrog då praktiskt taget ingenting i Ostrogs kriminella karriär antyder att han någonsin hade varit våldsam eller gjort sig skyldig till våldsbrott, tvärtom utmärks hans brottsliga bana (som är utstakad av forskare fram till och med 1904, därefter är hans fortsatta förehavanden okända) av fängelsestraff för allehanda stölder och bedrägerier. Hans sista kända avtryck i London vid tiden för Uppskärarmorden är hans frisläppande från ett fängelsestraff i mars 1888, därefter är det mycket som indikerar att han direkt flydde utomlands, och i november 1888 döms han igen för stöld i Paris.
Dr. Stanley – 1929 publicerade den australiske journalisten och senare Labour Party-politikern Leonard Matters (1881–1951) en bok, The Mystery of Jack the Ripper, i vilken han säger sig ha närvarat vid en "Dr. Stanleys" dödsbädd i Buenos Aires, Argentina då Stanley erkände att han var Jack Uppskäraren. Någon Dr. Stanley har dock inte stått att finna och Matters kan ej heller bevisa att han har existerat. Matters teori är den första att involvera en läkare som misstänkt för morden – huvuddragen i berättelsen är att Dr. Stanleys son hade smittats av syfilis via umgänge med en prostituerad och avlidit, varför Stanley av hämndbegär mördade ett antal kvinnor (Uppskäraroffren) tills han slutligen fann den riktiga, som visade sig vara Mary Jane Kelly.
Severin Antoniovitj Klosowski (1865–1903, alias George Chapman), polsk läkare och frisör, född i Kongresspolen och invandrad till England kring 1887–1888 när morden ägde rum, som giftmördade sina tre engelska fruar. Han dömdes för dessa mord och avrättades genom hängning i fängelset i Wandsworth den 7 april 1903. Samma år föreslogs han som Jack Uppskäraren av den före detta överkommissarien vid Scotland Yard Frederick George Abberline i samband med en intervju för en tidning. Chapman är emellertid knappast sannolik som Jack Uppskäraren eftersom han var en kall och beräknande mördare som konsekvent använde gift som metod, inte en vildsint sexualbrottsling i stil med Jack Uppskärarens gärningsmannaprofil.
Dr. Alexej Pedatjenko (cirka 1857–1908, alias Andrej Luiskovo), enligt utsago rysk läkare. Teorin att det skulle varit Pedatjenko baserar sig på den bok journalisten och amatörspionen William Le Queux gav ut 1923. I boken, med titeln Things I Know About Kings, Celebrities and Crooks, hävdar Le Queux att han har fått veta Jack Uppskärarens identitet av en London-baserad rysk spion och anarkist vid namn Nideroest. Nideroest var emellertid lustlögnare och journalist. Eftersom Nideroest var tre år 1888, då morden upphörde, och eftersom han dessutom vid flera tidigare tillfällen hade kommits på med påhittade historier i syfte att tjäna pengar och väcka uppmärksamhet föll hela teorin.
Dr. Thomas Neill Cream (1850–1892), skotsk-kanadensisk beryktad mordbrännare, utpressare, abortör och seriegiftmördare. Dr. Neill Cream kan inte ha begått morden i East End eftersom han satt i Jolietfängelset i Joliet i Illinois i USA från november 1881 till juli 1891 efter att ha befunnits skyldig till att ha giftmördat sin älskares make. Efter fängelsevistelsen i USA flyttade Neill Cream till London, England där hans mordåtaganden fortsatte tills han arresterades. Han hängdes i Newgatefängelset i London den 15 november 1892 och ska enligt vissa källor ha sagt "Jag är Jack Upp..." ("I am Jack the...") innan snaran ströp honom.
Prins Albert Victor, hertig av Clarence och Avondale, earl av Athlone (1864–1892), äldste son till den engelske tronföljaren kronprins Edvard (sedermera kung Edvard VII). Det var en populär teori att försöka knyta Uppskärarens identitet till högt uppsatta personer i det brittiska samhället. Prinsen lades för första gången fram som misstänkt av den 80-årige pensionerade läkaren Dr. Thomas E. A. Stowell år 1970 i en artikel i tidskriften Criminologist, en teori som mynnade ut i en offentlig skandal för dess författare. Eftersom prins Albert inte kunde knytas till något av morden då han bevisligen inte varit i London då flera av dem ägde rum, är sannolikheten att han var Uppskäraren obefintlig. Själva anledningen till att prinsen begick morden – att han skulle ha drabbats av sinnessjukdom på grund av syfilis – är också osannolik eftersom det som regel tar ett eller två decennier för sjukdomen att utveckla sinnessjukdom och död. Dessutom har ingen lyckats spåra Stowells påstådda källa till historien, hovläkaren Sir William Gulls (se nedan) "privata journaler", vari prinsens sjukdom påstods vara angiven.
James Kenneth Stephen (1859–1892), lärare och prins Albert Victors informator som antogs ha haft ett homosexuellt förhållande med prinsen. Enligt teorin, som framlades i en biografi från 1972 över prins Albert Victor av den engelske författaren Michael Harrison (eg. Maurice Desmond Rohan), så skulle han ha begått morden av hämndlystnad då deras påstådda förhållande tog slut. Som bevis för teorin lade Harrison fram J. K. Stephens misogyna skrivelser samt att hans handstil ska ha haft likheter med "From Hell"-brevet som påstås eller antas ha skrivits Jack Uppskäraren.
Sir William Withey Gull (1816–1890), drottning Viktorias extra ordinarie privatläkare. Han skall ha utfört morden på order för att eliminera förmodade vittnen till ett olaga bröllop mellan prins Albert Victor och en katolsk flicka vid namn Annie Elizabeth Crook. Om en medlem av den brittiska kungafamiljen gifte sig med en katolik, vilket förbjöds i lagen The Royal Marriages Act som gällde från 1772–2015, skulle detta skaka det engelska kungahuset i grunden. När så påstods ha skett var man tvungen att ta hand om vittnena efter att bröllopet hade annullerats. Vittnena till bröllopet skulle ha varit en Uppskärar-misstänkt, Walter R. Sickert, och ett av offren – Mary Jane Kelly. Enligt teorin, skulle Gulls medbrottslingar ha varit drottning Victoria, den dåvarande premiärministern Markisen av Salisbury, frimurarna, polismästaren för Metropolitanpolisen, chefen för kriminalpolisen Sir Robert Anderson och utredaren av Uppskärarmorden, kommissarie Frederick George Abberline. Denna teori drevs av journalisten Stephen Knight och Walter Sickerts av sig själv påstådde (oäkta) son Joseph Gorman (också känd som Joseph Sickert). Knights teori fick enorm genomslagskraft med boken Jack the Ripper: The Final Solution (1976), men Joseph Gorman Sickert (som avled 2003) drog senare tillbaka den del av historien som rörde Uppskärarmorden genom att erkänna att han hade hittat på alltihop, något Knight dock försökte bortförklara. Efterforskning utförd i folkräkningarna och i det polisiära materialet från 1888 av författaren Donald Rumbelow – presenterad 1988 i hans andra upplaga av boken The Complete Jack the Ripper – har sedermera visat att majoriteten av Knights och Gorman Sickerts faktauppgifter antingen är helt felaktiga eller rentav påhittade och att flera adresser aldrig har existerat, samt att flera fakta rörande omständigheterna kring morden inte stämmer överens med verkligheten. Detta har dock inte hindrat teorin från att ha fortsatt medial slagkraft in i modern tid, mycket tack vare Hollywoods åtskilliga återgivningar av berättelsen.
Walter Richard Sickert (1860–1942), tyskfödd brittisk viktoriansk konstnär. Den amerikanska deckarförfattarinnan Patricia Cornwell ägnade stor möda och mycket pengar åt att försöka belägga teorin om att Sickert skulle ha begått morden. Resultaten presenterade hon i boken Porträtt av en mördare. Jack Uppskäraren – Fallet avslutat (2004). Där anser sig hon bland annat kunna påvisa hur mitokondrie-DNA från brev i Sickerts ägo överensstämmer med desamma från brev undertecknade Jack the Ripper (till exempel det så kallade Openshaw-brevet). Kuriöst i sammanhanget är dock att notera att det enda brev de flesta kännare av fallet är överens om mest sannolikt skrevs av Uppskäraren, det så kallade "From Hell"-brevet, inte undertecknades med denna signatur. Walter Sickert har även tidigare förekommit som misstänkt i fallet, om än inte som ensam mördare; journalisten Stephen Knight framförde på 1970-talet anklagelser om att han skulle ha varit vittne till tronarvingens, hertigen av Clarence' (se ovan) giftermål med en av East Ends gatflickor. Morden skulle därefter ha varit ett sätt för kungliga hovet att förhindra att skandalen kom till offentlig kännedom. Denna teori har emellertid motbevisats av Donald Rumbelow i 1988 års reviderade utgåva av hans bok The complete Jack the Ripper.
Frederick Bailey Deeming (1842–1892) – Deeming mördade sin första fru och sina fyra barn 1891. Han flyttade till Australien med sin andra fru, som han mördade efter mindre än en månad i landet. Han var på väg att gifta sig med fru nr tre när kroppen efter hans andra fru upptäcktes. Deeming åtalades och dömdes samt avrättades 23 maj 1892. Under sin fängelsetid skröt han om att han var Jack Uppskäraren, men eftersom han satt i fängelse i Storbritannien vid tiden för morden i Whitechapel var det omöjligt att han kunde ha begått dem.
Slaktaren – Författaren Robin Odell föreslår i sin bok Jack The Ripper in Fact and Fiction att Jack Uppskäraren var en judisk slaktare, en "schochet" (från det hebreiska ordet för "ritualslaktare"). Eftersom det i Whitechapel fanns en stor judisk folkgrupp liksom oräkneliga slakterier i området är teorin inte omöjlig. Dock bygger teorin på icke tillförlitliga källor som fått sin vetskap om detta i tredje hand. Mördarens modus operandi och förmåga att utföra lemlästningarna i mörker och under snabba, svåra förhållande, pekar emellertid på möjligheten att en person med bakgrund från slakteri likväl kan vara tänkbar som gärningsman.

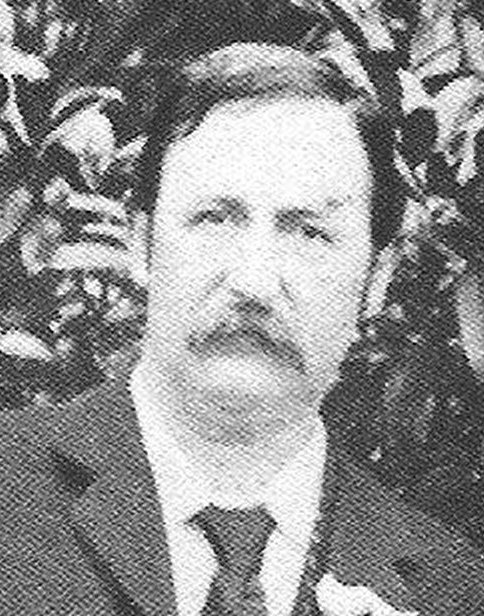
Donald Swanson.

Aaron Kosminski (1864/1865–1919, född Aron Mordke Kozminski), 24-årig invandrad polsk jude, mest sannolikt samme Kosminski som Sir Melville Macnaghten hänvisar till i sin "Macnaghten-rapport" och som antas vara identisk med den "polske jude" som den högste ansvarige för polisutredningen, chefen för kriminalpolisen Sir Robert Anderson, i en tidningsartikel 1910 (samt i sina memoarer The Lighter Side of My Official Life) utpekade som Uppskäraren. Andersons "polske jude" (uppvisande "mordiska tendenser" och ett hat gentemot kvinnor och särskilt prostituerade) identifierades senare som en viss "Kosminski" i en marginalanteckning i Donald Sutherland Swansons eget exemplar av Andersons memoarbok. Enligt Macnaghten och Anderson/Swanson skulle den schizofrene "Kosminski" strax efter mordvågens avslutning ha tagits in på mentalsjukhus och ha pekats ut i en vittneskonfrontation som Jack Uppskäraren. Vittnet, också han av judisk börd, ska emellertid strax därefter ha tagit tillbaka sitt utpekande och vägrat vittna. Den polske juden skulle därefter ha avlidit ganska snart efteråt.

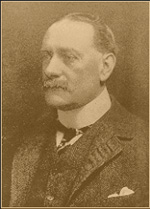
Melville Mcnaghten.

Efterforskning av författaren Martin Fido har dock visat att den ende "Kosminski" som finns omnämnd i hospitalens arkiv – Aaron Kosminski – var en harmlös individ som före intagningen led av vanföreställningar som intalade honom att plocka upp mat från rännstenen, dricka ur avloppsvattnet samt aldrig ta ett bad. Även om delar av Aaron Kosminskis personhistoria och detaljer kring intagningen stämmer med polisbefälens beskrivningar, så fann Fido också att datumen för den "polske juden Kosminskis" intagning och död inte alls stämde överens med Macnaghtens och Andersons uppgifter. Aaron Kosminski plockades inte in förrän februari 1891 (inte i mars 1889 som Macnaghten påstår) och avled inte förrän 1919. Dessa anomalier har sedan fått olika författare att lansera olika teorier, där Swansons och Macnaghtens minne har ifrågasatts och Andersons motiv kritiserats. Martin Fido fann istället en intagen polsk jude vid namn "David Cohen", vars våldsamma personlighetsdrag och datum för såväl internering och död stämmer bättre med polismännens beskrivningar. I sin bok The Crimes, Detection & Death of Jack the Ripper (1987) kom Fido med förslaget att den polske juden egentligen hette Nathan Kaminski, gavs namnet David Cohen (en "John Doe"-pseudonym för polska judar man inte kunde identifiera) vid intagningen och sedan förväxlades med Aaron Kosminski av polisbefälen – en teori som är baserad på gedigen undersökning av originalkällor men som för en del känns väl omständlig och komplicerad.
I vilket fall som helst så fortsätter mysteriet "Kosminski" att leverera frågetecken och engagera Uppskärarforskare. I september 2014 publicerades boken Naming Jack The Ripper av Russell Edwards där Kosminski presenterades som mördaren med stöd av DNA från en sjal från Catherine Eddowes mordplats. Enligt Dr. Jari Louhelainens undersökningar rådde det inga tvivel om att DNA:t tillhörde Kosminski och The Daily Mail annonserade därför att gåtan var löst.. Senare artiklar har dock slagit hål på teorin.
Jill the Ripper ("Jill Uppskäraren") – Teorin om att en kvinna hade kunnat begå morden lanserades första gången av William Stewart. Enligt honom skulle morden ha begåtts av en illegal abortör, en kvinna som misslyckades i sitt syfte och för att dölja sitt brott mördade och stympade offren. Den skotske författaren bakom Sherlock Holmes, Arthur Conan Doyle, var en annan som framlade teorin om en kvinnlig gärningsperson. Teorin faller på att inget av offren (inte ens Mary Kelly, trots att det är en populär myt) var gravid vid tiden då de mördades. Teorin väcktes till nytt liv av Arthur Butler 1972, men avfärdades snabbt då han inte kunde visa på sina källor eller på annat sätt leda teorin i bevis. En misstänkt som passar denna profil är Mary Pearcey, (född cirka 1866, som Mary Eleanor Wheeler, avrättad 23 december 1890).
Francis Tumblety (cirka 1833 – 28 maj 1903), irländskfödd amerikansk kvacksalvare. I samtida amerikanska tidningsartiklar och ett brev från 1913 skrivet av den då pensionerade före detta chefen för Scotland Yards Special Branch, John G. Littlechild, hävdas att Tumblety var högintressant för polisen. Tumblety bevakades av Littlechilds enhet eftersom han hade täta kontakter med irländska terrorister men man misstänkte snart att han hade andra ärenden till London än att lämna bidrag till irländska motståndsmän. Tumblety, som utgav sig för att vara läkare, antogs bland annat ha kontaktat olika forskningsinstitutioner i London för att få köpa ett antal kvinnliga kroppsdelar, bland annat en livmoder. Med tanke på att han skulle ha fått nej är det intressant att livmodern senare hade bortskurits från ett av mordoffren. Tumblety anhölls efter en tids skuggning för sedlighetsbrott och vid en husundersökning av ett pensionat i närheten av mordplatserna hittades en väska med Tumbletys checkhäfte och diverse pornografiskt material. Tumblety betalade borgen och lämnade snabbt England under falskt namn för att aldrig återvända. Han bevakades även av amerikansk polis i New York, men när en engelsk detektiv anlände till USA för att förhöra honom hade Tumblety försvunnit för gott.
Flera tidningar i USA stämplade Tumblety som huvudmisstänkt för "Whitechapelmorden" på ett mycket tydligt sätt genom att ange detta redan i rubriken, medan det var helt tyst om honom i den engelska pressen. Stewart P. Evans och Paul Gainey i deras bok The Lodger; The Arrest & Escape of Jack the Ripper spekulerar i att den engelska polisen hade tystat ner nyheten om Tumbletys flykt för att undvika offentlig förödmjukelse. Dock omnämns Tumblety aldrig i Scotland Yards och Metropolitanpolisens interna rapporter, och man bör också betänka att Tumblety redan var ett känt namn i USA och följdes med intresse av amerikanska tidningar, då han åtskilliga gånger hade uttalat sig i media via kontroversiella insändarartiklar och egenförfattade självbiografiska pamfletter, där han beklagade sig över den förföljelse man utsatte honom för i olika sammanhang. Evans och Gainey menade att Tumblety var den mystiska hyresgästen på Batty Street (se "The Lodger" ovan), men denna koppling är långt ifrån bevisad. Likaså är historien om att han skulle ha samlat livmödrar i glasburkar och varit en kvinnohatare icke verifierad, då dess källa visade sig vara en viss överste Dunbar, som var känd för att vara en notorisk lögnare som sålde "nyheter" till den tidning som ville betala.
James Maybrick (24 oktober 1838 – 11 maj 1889) var en grossist, som troligen blev giftmördad med arsenik av sin fru Florence. Hans påstådda dagbok hittades 1992 i Liverpool. I den påstår han att han var Jack Uppskäraren. Detta är knappast troligt, då det med stor sannolikhet inte ens är han som har skrivit boken. Bevis för detta är till exempel att hans skrivstil inte liknar den i boken och att bläcket från boken är från "modern" tid.
Charles Allen Lechmere alias Charles Allen Cross (1849–1920) var vittnet som upptäckte Mary Ann Nichols kropp på Buck's Row natten den 31 augusti 1888. Men enligt den svenske journalisten Christer Holmgren ljög han inför polisen om sina förehavanden på brottsplatsen, då han i själva verket var gärningsmannen, Jack Uppskäraren.
Frederick George Abberline (8 januari 1843 – 10 december 1929) var den polischef som ledde utredningen av morden efter det att Mary Ann "Polly" Nichols i augusti 1888 hade blivit mördad. Den spanske författaren och handstilsspecialisten José Luis Abad har jämfört handstilarna från vad som sägs vara Jack Uppskärarens dagbok som hittades i Liverpool 1992, med polischefens, och de matchar enligt Abad varandra perfekt.
John Pizer alias Leather Apron (ca 1850 – 1897) pekades ut som misstänkt under den tidiga utredningen (kort efter mordet på Mary Ann Nichols) av polisinspektör William Thicke samt flera av de boende i området. Pizer jobbade som skomakare och smeknamnet kom från hans klädsel som hantverkare. Pizer hade tidigare dömts för en knivattack och uppgavs ha misshandlat prostituerade. Efter mordet på Annie Chapman (där ett förskinn hittades på mordplatsen) anhölls Pizer 10 september 1888 av Thicke trots att inga formella bevis eller misstankar fanns. Det visade sig att de båda männen hade känt till varandra i flera år och det kan ha varit en av Thickes orsaker. Eftersom Pizer kunde stärka alibi för båda händelserna (vid ena tillfället bodde han med släktingar och vid det andra såg han en stor brand och pratade samtidigt med en poliskonstapel vid Londons hamn) släpptes han på fri fot. Trots att det saknades bevis och formell misstanke mot Pizer förföljdes han av tidningsrubriker och journalister som pekade ut honom som mördare, något han senare fick ersättning för. Hans smeknamn Leather Apron har levt kvar som ett av de namn mördaren gick under.

## Utredningen
De källor och det polismaterial som har överlevt ger insikt i hur en polisutredning gick till i det viktorianska England. Ett stort antal polismän knackade dörr, tog vittnesmål och intervjuade de boende i området. Bevismaterial samlades in och undersöktes. Misstänkta gärningsmän identifierades, spårades och undersöktes närmare om de var intressanta nog. Utöver tekniska framsteg påminner det hela om modernt polisarbete och fallet utgör en tydlig kriminalhistorisk övergång till moderna metoder.
Det bodde många människor i East End och områdena Whitechapel och Spitalfields där morden begicks var särskilt trångbodda efter att ett stort antal människor hade flyttat till staden till följd av urbanisering. Ett stort antal östeuropéer hade också flyttat till området efter pogromer i Ryssland och Polen, vilket inte hjälpte bostadssituationen och bland annat ledde till antisemitiska yttringar. Med tanke på trångboddheten är det märkligt att mördaren lyckats undkomma med så få antal faktiska vittnen. Över 2 000 personer förhördes, runt 300 personer undersöktes och ett 80-tal personer anhölls under utredningens gång. Flera av dessa var motsägelsefulla. Inledningsvis var polisen motvillig till att införa en belöning, men efter "dubbelhändelsen" 30 september 1888 erbjöds 500 pund till den som hjälpte till att hitta gärningsmannen.
Det var polisstyrkan i Whitechapel som inledningsvis skötte utredningen rörande de så kallade "Whitechapel-morden". Efter mordet på Nichols den 31 augusti 1888 förstärktes avdelningen av tre kriminalinspektörer från Scotland Yard: Abberline, Moore och Andrews. Eftersom mordet på Eddowes utfördes inom ett annat polisdistrikt, City of London, fick de hand om den utredningen under kriminalinspektör McWilliam.
Flera faktorer bidrog till att utredningen sköttes på ett ineffektivt sätt, till exempel att personer i beslutsfattande positioner försvann iväg på semester och att de två polisdistrikten hade problem att koordinera sina respektive utredningar. Polisen hånades av den alltmer skrämda folkmassan som även såg sin affärsverksamhet påverkas av morden. Till slut bildades ett medborgargarde, Whitechapel Vigilance Committee, som patrullerade gatorna, hyrde in privatdetektiver och utfäste sin egen belöning på 50 pund.
Kanske är det 1800-talets brist på kriminalteknik och pålitligt bevismaterial som påverkat utredningen mest. Polisen hade egentligen bara två sätt att hitta mördaren; antingen genom erkännande eller genom att anhålla mördaren på plats. I modern tid har DNA-analys utförts på bland annat breven som har bevarats, men de anses ha hanterats av för många personer för att det ska ge utslag och i övrigt har metoden och slutsatserna ifrågasatts.

### Gärningsmannaprofil
Fallet Jack Uppskäraren innehåller även en av de tidigaste gärningsmannaprofilerna. Polisläkare och obducent Thomas Bond skrev ner sina tankar i slutet av oktober 1888. Han ansåg att de fem morden var utförda av samma gärningsman eftersom tillvägagångssättet, att skära av halsen på en liggande kvinna från vänster till höger, var detsamma (förutom i Kellys fall, där det var omöjligt att avgöra). Bond ansåg däremot inte att mördaren hade några anatomiska kunskaper, inte ens på en slaktares nivå. Däremot ansåg han att mördaren var en ensamvarg som periodvis drabbades av mordisk och erotisk mani, för att inte säga satyriasis. Bond lade även till att hämndbegär eller religiösa motiv kan ha spelat in, men att det inte var troligt.
Det är idag omdebatterat huruvida mördaren skulle ha haft sexuella motiv. Vissa menar att knivhuggen mot bland annat underlivet och sättet kvinnorna positionerades på skulle visa på detta, medan andra menar att det bara är antaganden eftersom inga bevis som stödjer detta har funnits.

## Breven
Under hösten 1888, när uppståndelsen var som störst, inkom flera hundra brev till polisen och lokalpressen som utgav sig vara skrivna av mördaren. De flesta brev kunde avvisas då de antogs vara skrivna av antingen journalister som ville skapa nyheter eller av lokalbefolkningen som ville skrämmas. Flera forskare tror att samtliga brev är falska men några brev brukar lyftas fram på grund av sitt innehåll:
- "Dear Boss"-brevet inkom till pressen 27 september 1888 och avvisades till en början. Tre dagar senare inträffade "dubbelhändelsen" då Stride och Eddowes mördades under samma natt. Brevet hade nämnt detaljer som kunde kopplas till mordet på Eddowes och därför ansåg polisen att brevet skulle publiceras i tidningar och på anslagstavlor för att se om någon kände igen handstilen. Brevet har fått sitt namn efter de inledande orden och är kanske mest känt för att ha gett upphov till mördarens alias, då det signerats "Jack the Ripper".
- "Saucy Jacky" kallas ett vykort som inkom till pressen 1 oktober 1888, dagen efter "dubbelhändelsen". Det hänvisar till både morden och "Dear Boss"-brevet och verkar vara skrivet i samma handstil. Eftersom kortet inkom så tidigt efter morden och verkar känna till detaljer om vad som hade hänt tror vissa forskare att det är skrivet av mördaren och därmed äkta. De som kritiserar det brukar hävda att författaren kan ha fått informationen från den tidiga morgonpressen. Kortet har fått sitt namn efter att författaren hänvisar till sig själv med orden "Saucy Jacky".
- "From Hell"-brevet mottogs av George Lusk som ledde det medborgargarde som bildats i Whitechapel i syfte att assistera poliskåren. Brevet skickades i en liten låda som även innehöll en halv mänsklig njure. Njuren kan ha tagits från Eddowes kropp (bland annat visade det sig att den hade samma njursjukdom som mordoffret). Brevet beskriver att författaren har ätit upp den andra halvan och lovar att skicka kniven nästa gång. Det har fått sitt namn efter de inledande raderna, From Hell (skickat från helvetet), och har bland annat gett upphov till namnet på en tecknad serie med tillhörande spelfilm.[19]